# Jacqueline Schweitzer
Jacqueline Schweitzer, anche conosciuta come Jacky Salvi e Jacqueline Savio (Parigi, 17 novembre 1934), è una cantante, compositrice e attrice francese naturalizzata italiana. 
È stata la moglie del musicista, cantante e produttore discografico Gaetano Savio meglio conosciuto come Totò Savio.

## Biografia
Giovanissima, ha debuttato in un programma televisivo francese del sabato sera.
Nel 1966 e come cantante solista del gruppo Jacqueline & i suoi Ragazzi, si esibì al Cantagiro con la canzone Dipenderà da te poi, nello stesso anno cantò nel 45 giri Sbaglierò/Ci devo pensare con il nome di Jacqueline.
Conobbe Totò Savio durante un tour in Francia di quest'ultimo e dopo poco tempo i due si sposarono. Nel 1968 e con lo pseudonimo di Jacky Salvi, uscì con il 45 giri Ti vestivi d'amore/non si può leggere nel cuore.
Schweitzer è la realizzatrice delle copertine dei primi due dischi de Il Giardino dei Semplici, gruppo di straordinario successo fondato nel 1974 da Gianni Averardi e Gianfranco Caliendo, e dunque prodotto da Savio e Bigazzi nel 1974-1978. I dischi sono Il Giardino dei Semplici (1976) e Le Favole del Giardino (1977). Schweitzer ha anche realizzato le copertine dei seguenti 45 giri de Il Giardino dei Semplici: M'innamorai (1975), Tu, ca nun chiagne (1975) e Vai (1976). Il gruppo ha venduto 4 milioni di copie.
Con il marito formò un duo musicale chiamato I Sanfrancisco e nel 1979 incisero l'album Ma che avventura è, da cui fu estratto il brano Da lunedì.
Dopo la morte di Savio (2004) ne porta avanti la sua memoria attraverso un sito web a lui dedicato.

## Discografia parziale

### Discografia solista

#### Singoli
- 1966 - Sbaglierò/Ci devo pensare (Durium - Serie Royal, QCA 1378, 7") come Jacqueline
- 1968 - Ti vestivi d'amore/non si può leggere nel cuore (Diapason, DTS 3001, 7") come Jacky Salvi

### Discografia con Totò Savio

#### Album
- Incontro (CGD, LP) come Jacqueline Pleiade e Antonio Rosario
- 1979 - Ma che avventura è (CGD, CGD 20103, LP, MC) come I Sanfrancisco

#### Singoli
- 1970 - Incontro/Parigi senza te (CGD, N 9816, 7") come Jacqueline Pleiade e Antonio Rosario
- 1976 - Da lunedì/Io vivrò per te (BUS Production, BUS 4509, 7") come San Francisco
- 1979 - Ma che avventura è/Vuoi (CGD, CGD 10144, 7") come I Sanfrancisco
- Sognando la California (7")  come San Francisco
- 1981 - Se ti amo/Triste caffè (WEA, T 18858, 7") come Twin Love
- 1983 - Io e poi tu e poi noi (WEA, 24 9813 - 7, 7") come Twinlove
- 1984 - Cuori solitari (WEA, 24 9424-7, 7") come Twinlove

## Filmografia
A 008, operazione Sterminio (1965)
Arrapaho (1984)

## Opere
- Jacqueline Savio Schweitzer Cuore matto. L'opera di Totò Savio nella storia della musica da «Maledetta primavera» agli Squallor, Arcana collana Musiqa, 2014. ISBN 8862317638